# Los chiquillos de la TV
Los Chiquillos de la TV é uma coletânea do programa de televisão mexicano Chiquilladas, lançado em 1982. O álbum é constituído por canções interpretadas pelo elenco fixo do programa naquele período.

## Faixas
1. "Los Chicos de la TV" - Elenco
2. "Amarrálo" - Lucero
3. "Sobre los Pizarrones" - Chuchito
4. "Pituka y Petaka" - Pituka y Petaka
5. "Juán, el Descuartizador" - Ginny Hoffman
6. "Puras Chiquilladas" - Elenco
7. "El Chico Más Lindo del Mundo" - Ginny Hoffman
8. "Ella es Chispita" - Lucero
9. "El Siglo XXX" - Pituka y Petaka
10. "Niña" - Rosa Ma e Ismael Gallardo
11. "El Abuelito" - Chuchito